# Elżbieta Cherezińska
Elżbieta Cherezińska (Piła, Polonia, 9 de octubre de 1972) es una autora polaca de novelas históricas.

## Biografía
Estudió teatrología en Varsovia. Reside en la ciudad de Kołobrzeg.

## Trayectoria
Debutó en el 2005 con De un lado, de otro lado. El libro consta de dos partes. Una es la biografía literaria de Szewach Weiss, exembajador de Israel en Polonia (2001-2003), escrita por Cherezińska. En la otra, él mismo describe sus experiencias. El libro finaliza con un diálogo entre ambos autores.
Su libro Fui la secretaria de Rumkowski. El diario de Etka Daum, publicado en el 2008, fue escrito en base al diario de la secretaria de Chaim Rumkowski, mostrándonos la realidad histórica del Gueto de Łódź.
En el 2009 publicó la primera de las cuatro novelas históricas de la serie El camino del Norte, situadas en la época de los vikingos, en la Escandinavia de los siglos X y XI.
En el 2009 obtuvo la beca Jerzy Koenig, otorgada a los egresados de la Facultad de Teatrología de la Escuela de Teatro Aleksander Zelwerowicz.
Su novela Legión, publicada en el 2013, trata sobre la guerrilla antinazi durante la Segunda Guerra Mundial.
La serie histórica La reina altiva, pubglicada en el 2016, trata sobre Sigrid la Altiva hija del príncipe Miecislao I de Polonia y reina de Suecia, Noruega, Dinamarca e Inglaterra.

## Libros publicados
- De un lado, de otro lado (Z jednej strony, z drugiej strony), en coautoría con Szewach Weiss, Varsovia, Editorial Prószyński i S-ka, 2005. ISBN 83-7337-963-0.[1][2]
- Fui la secretaria de Rumkowski. El diario de Etka Daum (Byłam sekretarką Rumkowskiego. Dzienniki Etki Daum), Poznań, Editorial Zysk i S-ka, 2008. ISBN 9788375062199.[3][4]
- Juego de dados (Gra w kości), Poznań, Editorial Zysk i S-ka, 2010. ISBN 978-83-7506-581-7.[5]
- Legión (Legion), Poznań, Editorial Zysk i S-ka, 2013.ISBN 9788377852217.[6][7]
- El torneo de las sombras (Turniej cieni), Poznań, Editorial Zysk i S-ka, 2015. ISBN 9788377856680.[8]

### Series históricas
- El camino del norte (Północna droga)
  - La saga de Sigrun (Saga Sigrun), Editorial Zysk i S-ka, 2009. ISBN 83-7506-351-6.[9][10]
  - Yo soy Halderd (Ja jestem Halderd), Editorial Zysk i S-ka, 2010. ISBN 978-83-7506-465-0.[11][12]
  - La pasión según Einar (Pasja według Einara), Editorial Zysk i S-ka, 2011. ISBN 9788375067927.[13][14]
  - Tres cantos jóvenes (Trzy młode pieśni), Editorial Zysk i S-ka, 2012. ISBN 978-83-7785-081-7.[15]
- El reino renacido (Odrodzone królestwo)
  - La corona de nieve y sangre (Korona śniegu i krwi), Editorial Zysk i S-ka, 2012. ISBN 9788375069945.[16][17]
  - La corona invisible (Niewidzialna korona), Editorial Zysk i S-ka, 2014. ISBN 9788377855003.[18]
  - La corona ardiente (Płomienna korona), Editorial Zysk i S-ka, 2017. ISBN 9788381160582.[19][20]
- La reina altiva (Harda królowa)[21]
  - La altiva (Harda), Editorial Zysk i S-ka, 2016. ISBN 9788377859605.[22]
  - La reina (Królowa), Editorial Zysk i S-ka, 2016. ISBN 9788365521392.[23][24]

## Obra publicada en antologías
- El relato Mírame a los ojos (Spójrz mi w oczy) en Leyendas polacas. Editorial Allegro, 2015. ISBN 9788394105723.[25]

## Obra traducida a otros idiomas
- Traducción de Juego de dados al checo por Anna Plasová. Editorial Argo, 2017.[26]

## Premios y distinciones
- En el 2013 fue finalista del Premio Literario Gryfia por la novela La corona de nieve y sangre.
- En el 2014 la novela La corona invisible fue considerada por los lectores como el "Libro más caliente del año" en el plebiscito organizado por el programa TVP Kultura de la Televisión polaca.
- En enero del 2014 la revista literaria Książki declaró la novela Legión como el Libro del Año 2013.[27]